# Parafroneta
Parafroneta is een geslacht van spinnen uit de familie hangmatspinnen (Linyphiidae).

## Soorten
De volgende soorten zijn bij het geslacht ingedeeld:
- Parafroneta ambigua Blest, 1979
- Parafroneta confusa Blest, 1979
- Parafroneta demota Blest & Vink, 2002
- Parafroneta haurokoae Blest & Vink, 2002
- Parafroneta hirsuta Blest & Vink, 2003
- Parafroneta insula Blest, 1979
- Parafroneta marrineri (Hogg, 1909)
- Parafroneta minuta Blest, 1979
- Parafroneta monticola Blest, 1979
- Parafroneta persimilis Blest, 1979
- Parafroneta pilosa Blest & Vink, 2003
- Parafroneta subalpina Blest & Vink, 2002
- Parafroneta subantarctica Blest, 1979
- Parafroneta westlandica Blest & Vink, 2002